# Umrāla
Umrāla är en ort i Indien.   Den ligger i distriktet Bhāvnagar och delstaten Gujarat, i den västra delen av landet, 900 km sydväst om huvudstaden New Delhi. Umrāla ligger 27 meter över havet och antalet invånare är 11 874.
Terrängen runt Umrāla är mycket platt. Runt Umrāla är det tätbefolkat, med 257 invånare per kvadratkilometer. Närmaste större samhälle är Valabhīpur, 9,3 km nordost om Umrāla. Trakten runt Umrāla består till största delen av jordbruksmark.